# 殷貴嬪
殷貴嬪（?—?），中国南北朝时期南朝齐明帝萧鸾的嫔妃，封为貴嬪。
殷貴嬪生萧鸾的庶长子晋安郡王蕭寶義，又生下萧鸾的第十子晋熙郡王萧宝嵩。萧衍建立南朝梁取代南朝齐，502年4月5日，萧衍诛杀萧宝嵩。蕭寶義因为自幼聋哑人，没有被萧宝卷、萧衍诛杀，在萧宝融死后，又继承了巴陵郡王的爵位，在509年去世。